# فيديريكو بروستر
"فيديريكو بروستر" (بالإسبانية: Federico Brewster)‏ :هو منافس ألعاب قوى أرجنتيني، (ولد عام 1906  م).

## وصلات خارجية
- فيديريكو بروستر على موقع أوليمبيديا (الإنجليزية)